# آقای پستچی خواهش می‌کنم
«آقای پستچی خواهش می‌کنم» (به انگلیسی: Please Mr. Postman) ترانه‌ای است که جورجیا دابینز، ویلیام گرت، فردی گورمن، برایان هالند و رابرت بیتمن آن را نوشته‌اند و در سال ۱۹۶۱ به‌عنوان اولین تک‌آهنگ گروه ماروِلِتس منتشر شد. این اولین ترانهٔ ماروِلِتس و کمپانی موتاون بود که شماره ۱ جدول ۱۰۰ آهنگ داغ بیلبورد شد. «آقای پستچی خواهش می‌کنم» در پایان سال ۱۹۶۱ در جدول ترانه‌های آراَندبی ایالات متحده هم صدرنشین شد و هفت هفته در آن جایگاه باقی ماند. مجلهٔ بیلبورد در سال ۲۰۱۷ و در فهرست «۱۰۰ ترانهٔ برتر گروه‌های دخترانهٔ همهٔ زمان‌ها»، رتبهٔ بیست و دوم را به «آقای پستچی خواهش می‌کنم» اختصاص داد.

## درباره
گِلَدیس هورتون، جورجیا دابینز، جورجینا تیلمن، جوانیتا کَوارت و کاترین اندرسون آوازخوانی را در روستاهای اینکستر میشیگان شروع کردند و تا پیش از آن‌که به‌عنوان «گروه مارولتس» معرفی شوند، خواننده‌های قابل توجهی نبودند. قرارداد آنها با کمپانی موتاون در واقع جایزه‌ای بود که به‌خاطر برنده شدن در یک مسابقهٔ آواز دبیرستانی دریافت کردند. ترانه از زبان دختری روایت می‌شود که در انتظار خبری از دوست‌پسرش است و همان‌طور از پستچی خواهش می‌کند ببیند در کیفش نامه یا کارتی برای او دارد، از درد فراق شکوه می‌کند.
بر خلاف رویهٔ آن سال‌ها، طرح روی جلد تک‌آهنگ تصویری از اعضای ماروِلِتس نبود و فقط تصویر کارتونی یک صندوق پستی خالی را نشان می‌داد. به نظر می‌رسد مسئولان موتاون بر این باور بودند که آمریکایی‌ها هنوز آمادگی خرید محصولی را نداشتند که تصویر چند نوجوان سیاه‌پوست خندان روی آن چاپ شده باشد. البته این دیدگاه بعداً تغییر کرد و کمپانی موتاون هم سهم زیادی در این تغییر داشت.

## اجراهای دیگر
«آقای پستچی خواهش می‌کنم» بارها توسط خوانندگان مختلف بازخوانی شده‌است. در سال ۱۹۷۵ و زمانی که کارپنترز نسخهٔ جدیدی از «آقای پستچی خواهش می‌کنم» را منتشر کردند، این اثر دوباره پرفروش‌ترین ترانهٔ روز آمریکا شد و ۱۷ هفته در جدول ۱۰۰ آهنگ داغ بیلبورد حضور داشت. بیتلز هم در سال ۱۹۶۳ و در آلبوم با بیتلز این قطعه را کاور کرده‌اند.

## افراد مشارکت کننده

### اعضای مارولتس
- گِلَدیس هورتون - لید و بک وکال
- وندا یانگ - بک وکال
- جورجیانا تیلمن - بک وکال
- جوانیتا کَوارت - بک وکال
- کاترین اندرسون - بک وکال

### نفرات دیگر
- ماروین گی - درامز
- بنی بنجامین - درامز
- ریچارد «پاپ‌کورن» وایل - پیانو
- جیمز جمرسون - کنترباس
- ادی «بانگو» براون - پرکاشنز
- ادی ویلیس - گیتار